# 99 소울스
99 소울스(99 Souls)는 영국의 하우스 밴드이다. 2015년 발매한 싱글 "The Girl Is Mine"로 이름을 알렸다. "The Girl Is Mine"은 데스티니 차일드의 "Girl"과 브랜디 노우드 & 모니카 "The Boy Is Mine"을 매쉬업한 곡이다.